# Football Club Fribourg
Ne doit pas être confondu avec SC Fribourg, SC Fribourg (féminines) ou Fribourg FC.
 (décembre 2022).
Si vous disposez d'ouvrages ou d'articles de référence ou si vous connaissez des sites web de qualité traitant du thème abordé ici, merci de compléter l'article en donnant les références utiles à sa vérifiabilité et en les liant à la section « Notes et références ».
Maillots
Le FC Fribourg est un club de football de la ville de Fribourg en Suisse. Ses joueurs sont surnommés Les Pingouins.
Il évolue en 3e ligue fribourgeoise depuis 2024.

## Historique du nom
Le FC Fribourg porte trois noms successifs au cours de son histoire :
- 1900-1904 : FC Technicum
- 1904-1917 : FC Stella
- Depuis 1917 : FC Fribourg

## Histoire

### Fondation du club
Neuf étudiants du Technicum, âgés entre 16 et 18 ans, se rencontrent à la « Boîte à Max », un petit restaurant fribourgeois, où le club est fondé le 21 octobre 1900. Le nom du club est alors FC Technicum, du nom de l'école où étudient les fondateurs. Neuf autres étudiants viennent compléter l'équipe fribourgeoise, certains sont du Collège Saint-Michel, de la société gymnastique l’Ancienne ainsi que de l’école des arts et métiers. Les personnes clés à l’origine de la création du club sont Marcel Gauderon, Alfred Buro, Ernest d’Ernst, Emile Kramer, Ernest Martinetti, Alexandre Mério, Charles Meylan, Albert Michot et un certain Robin.
Le premier président est Ernest Martinetti et le vice-président Albert Friedinger.

### Premiers pas
En automne 1902, l’association de football Fribourg – Vaud, nouvellement créée, organise un mini-championnat entre 4 clubs : Le FC Technicum, l’Ancienne de Fribourg, le FC Nord et le FC Concordia (deux clubs yverdonnois).
En 1903, à la suite de son adhésion à l’association suisse de football, le FC Technicum participent à divers tournois avec le FC Berne, le FC Bienne et Colombier.
En revenant à Fribourg, le nouveau président Théo Aeby trouve un club sur le déclin. Le renouvellement des joueurs est compliqué : peu d’étudiants du Technicum prennent la relève, le directeur de l’école étant défavorable au sport et notamment au foot. Une assemblée générale est convoquée et le club change de local passant de l’Hôtel de la Poste à l’Hôtel de l’Etoile. Le club est alors renommé en FC Stella.
Le FC Stella intègre le championnat la Série C et joue cette première saison sous son ancien nom de FC Technicum ; le nouveau nom ne devient effectif que la saison suivante. Son groupe est composé de Berne III, Young Boys III et Flora I. Pour sa première participation à une saison du championnat suisse, le club est directement promu pour la ligue supérieure.
Le 24 septembre 1905, le terrain des Daillettes est inauguré alors que le nom de FC Stella est officiellement reconnu pour la saison 1905-1906.
En 1906, le club compte 76 membres, dont 35 actifs. La deuxième équipe du club évolue en Série C.
Champion de Série B lors de la saison 1907-1908, le FC Stella accède à l’élite du football suisse : la Série A. À l’issue de la finale entre les vainqueurs des deux groupes disputée face au FC Etoile, le club perd pour la première fois de la saison. Le 22 novembre 1908, le FC Stella bat les Veveysans par 24 à 0, un record, avec notamment 18 buts de l’Abbé Freeley.
En 1911, l’Abbé Freeley, avec l’appui du FC Stella, fonde l’Association Fribourgeoise de football (AFF). Le premier championnat de l’AFF est remporté par Stella III. L’Abbé Freeley fonde également le FC Collège, club qui sera une source importante de bons joueurs pour le FC Stella.
Durant la saison 1911-1912, le club joue la finale de l’Anglo-Cup (ancêtre de la Coupe de Suisse) face aux BSC Young Boys. La rencontre, qui devait initialement se tenir sur terrain neutre à Zurich, a lieu à Berne. Avec beaucoup d’absents, notamment l’international Yvan Dreyfus, le FC Stella s’incline face aux Bernois. L’Abbé Freeley fera pression auprès de Georges Python, conseiller d’Etat, dans le but d’enlever l’interdiction pour les élèves du Technicum de jouer au football.
Lors de la saison 1912-1913, Le club échoue de peu à devenir champion de Suisse. Une défaite face aux lausannois de Montriond coûte le titre aux Fribourgeois. Joueur du club, Robert Duriaux est nommé capitaine de l’équipe de Suisse lors d'un match face à l’Italie joué à Berne et perdu 1-0 de l’équipe suisse.

### Première Guerre mondiale
À l’arrivée de la Première Guerre mondiale, plusieurs joueurs sont indisponibles en raison de la mobilisation. Le FC Stella n'inscrit aucune équipe pour la saison 1914-1915.
Alors que le championnat est facultatif en raison de la guerre, le FC Stella inscrit deux équipes : la première équipe joue dans le groupe de Suisse romande alors que la deuxième joue dans le groupe de Suisse Centrale.
Le club joue la finale de la coupe romande contre l'équipe lausannoise de Montriond.
Le 6 mai 1917, FC Stella joue pour la dernière fois au parc des sports de la Glâne. En septembre 1917 est inauguré le terrain au Champs-des-cibles.
En 1917, le club change également de nom pour devenir le FC Fribourg.
Le FC Collège, créé par l'Abbé Freeley fusionne avec le FC Fribourg et devient officiellement la classe junior du club.

### Entre-deux guerres
En 1922, le FC Fribourg est invité à jouer et remporte la coupe bernoise contre Young Boys, Berne et Bienne.
À l'issue de la saison 1925-1926, le FC Fribourg se maintient après un match de barrage face au Concordia Yverdon. La saison suivante, le club doit à nouveau passer par des matchs de barrage contre Montreux pour assurer son maintien en première division.
En 1928, une importante restructuration s'opère à l'interne afin de lui offrir une plus grande solidité pour les saisons suivantes.
Dernier de Ligue nationale A (nouveau nom du championnat) lors de la saison 1930-1931, le FC Fribourg n'évite la relégation que grâce à la reformulation des championnats par l’Association suisse de football.
Le conseiller d’état Ernest Perrier, favorable au sport (il avait autorisé les jeunes étudiants à pratiquer le football), octroie des fonds pour l’association cantonale fribourgeoise et donne à l’université le stade Saint-Leonard.
À la fin de la saison 1933-1934, l’objectif de retrouver l’élite est atteint. Le club a de gros soucis financiers, les caisses sont vides. De plus, une dette de 12 000 francs avait été contracté quelques années plus tôt. Finalement Charles Overney réussit à rassembler la somme auprès des contractants de celle-ci. Les arriérés de loyer sont importants. Le président, après de longues négociations avec le directeur de l’instruction publique, ne trouve pas d’accord. C'est finalement le conseiller d’État Piller qui annule la dette du club.
Lors de la saison 1934-1935, le FC Fribourg engrange un seul point lors du premier tour. Pour le deuxième tour, Edmond de Weck prend l’équipe en charge et réussit à obtenir le maintien. Une confrontation oppose le président, qui est favorable à une professionnalisation du club, et le vice-président, qui y est défavorable pour des raisons financières. Le premier nommé obtient gain de cause et le second présente sa démission.
À l'issue de la saison 1936-1937, le club est relégué en 2e ligue. Le club décide alors de s'appuyer sur des éléments de la 2e équipe pour la saison suivante au cours de laquelle le club obtient directement sa promotion.

### Seconde Guerre mondiale
Lors de la saison 1939-1940, le championnat est renommé « championnat de la mobilisation ». Afin de réduire les coûts, les groupes sont plus petits, permettant de limiter les longs trajets. Le groupe des Fribourgeois est composé du FC Berne, du FC Étoile, du Cantonal Neuchâtel et du FC Bienne-Boujan. Le FC Fribourg remporte son groupe et bat ensuite le FC Vevey Sports pour devenir champion romand. Lors de la finale nationale, le FC Fribourg bat le FC Bâle 4 à 0 lors du match aller s'incline 4 à 2 lors du match retour. Le troisième match, disputé à Berne voit le FC Bâle l’emporter.
Lors de la saison 1943-1944 le club, qui s'appuie principalement sur des joueurs locaux, termine à la 3e place et accède à la ligue nationale B.

### Après-guerre
Lors de la saison 1947-1948, le FC Fribourg termine 6e de la ligue B et s'incline en 8e de finale de la Coupe de Suisse face au FC Locarno, équipe de ligue nationale A.
Lors de la saison 1948-1949, le club termine à la 3e place deux points derrière Urania Genève Sport et le FC Chiasso, ratant de peu la promotion en ligue nationale A. Lors de cette saison, le FC Fribourg est la seule équipe de ligue nationale à demeurer invaincue à domicile.
Lors de la saison suivante, le club termine sixième à trois points du champion de ligue nationale B, le FC Saint-Gall. Il s'incline 1-0 en quart de finale de la Coupe de Suisse au Stade olympique de la Pontaise face au Lausanne-Sports.
À l'issue de la saison 1951-1952, le club obtient sa promotion pour ligne nationale A en remportant la ligue nationale B avec 36 points.
La saison suivante, le club termine 8e de ligue nationale A.
Lors de la saison 1953-1954, le FC Fribourg se maintient une unité de plus que le FC Berne qui est relégué. Le 19 avril 1954, le club dispute la finale de la Coupe de Suisse face aux futurs champions de suisses de FC La Chaux-de-Fonds. Les Fribourgeois s'inclinent sur le score de 2 à 0.
À l'issue de la saison 1955-1956, le club est relégué en ligue nationale B.
Au début de la saison 1957-1958, le FC Fribourg engage Branislav Sekulić, alors sélectionneur de la Yougoslavie, au poste d'entraîneur. Le Yougoslave supervise presque tous les entraînements de chaque équipe du club et préconise l’engagement de joueurs locaux. La première équipe termine cinquième de ligue nationale B.
Après une saison 1958-1959 où le club évite de peu la relégation, le FC Fribourg remporte le championnat de ligue nationale B la saison suivant et obtient ainsi sa promotion dans l'élite où il ne restera que deux saisons avant de redescendre.

### Troubles
Au début des années soixante, le club traverse une période mouvementée. Dernier de ligue nationale B (LNB), il est relégué en 1re ligue. Plusieurs assemblées générales sont convoquées sur un court laps de temps[pas clair]. Le déficit du club se monte alors à 50 000 francs.
Pour essayer d'insufler une réaction, le président Noël cède son poste à Jean-François Bourgknecht. Le club ne suscite plus autant d'enthousiasme que par le passé ; en moyenne moins de 1 000 personnes se rendent au stade.
À l'issue de la saison 1966-1967, le club participe aux finales de promotion pour la LNB. Lors de l’ultime rencontre, le FC Fribourg doit s’imposer par 7 buts d’écarts face à Frauenfeld pour obtenir sa promotion. Les Fribourgeois s'imposent finalement 9 à 0 et obtiennent leur retour en ligue nationale.

### Renouveau
Après avoir obtenu son maintien à l'issue de la première saison dans la ligue, le club remporte son groupe lors de la deuxième saison et affronte le FC Chiasso pour la promotion en ligue nationale A (LNA). Les Fribourgeois battent les Tessinois et attirent notamment 5 000 spectateurs pour le match à domicile de cette confrontation.
Le 1er mai 1970, un ultimatum est donné au FC Fribourg : s’il veut rester en LNA. Le stade St-Leonard doit se doter de projecteurs pour les matchs nocturnes. Le conseil communal réagit immédiatement et le stade est équipé en conséquence avant la date limite. Durant cette saison de retour dans l'élite, la moyenne de spectateurs est de près de 10 000 personnes par match. En raisons de moyens financiers insuffisants, le club ne parvient pas à être suffisamment compétitif et est directement relégué.
Le club fait l'ascenceur en ne restant qu'une seule saison en LNB, obtenant sa promotion dès le printemps 1971. D'importants changements structurels sont opérés à l'interne[Lesquels ?].
Pour le retour du club en LNA, un secrétariat permanent est créé alors que les supporters réclament le retour du bulletin du club. Le club n'évitera cependant pas la relégation.
La politique d'engager en priorité des joueurs locaux est relancée, les joueurs vedettes étant trop coûteux pour le club.
Pour les 75 ans du club, l'objectif est la promotion en LNA à l'issue de la saison 1974-1975. Elle ne sera pas obtenue.

## Parcours

### Championnat
- 1909 - 1914 : Série A
- 1914 - 1915 : Inconnu
- 1915 - 1931 : Série A
- 1944 - 1952 : Ligue nationale B
- 1952 - 1956 : Ligue nationale A
- 1956 - 1960 : Ligue nationale B
- 1960 - 1962 : Ligue nationale A
- 1962 - 1963 : Ligue nationale B
- 1963 - 1967 : 1re Ligue
- 1967 - 1969 : Ligue nationale B
- 1969 - 1971 : Ligue nationale A
- 1971 - 1972 : Ligue nationale B
- 1972 - 1973 : Ligue nationale A
- 1973 - 1984 : Ligue nationale B
- 1984 - 1989 : 1re Ligue
- 1989 - 1994 : Ligue nationale B
- 1994 - 2013 : 1re Ligue
- 2013 - 2019 : 1re Ligue classique
- 2019 - 2023: 2e Ligue Interrégionale
- 2023 - 2024:  2ème Ligue
- 2024 - 2025:  3ème Ligue

### Coupe
- 19 mai 1954 : finaliste de la Coupe de Suisse